# Elizabeth Kerr, marquesa de Lothian
Elizabeth Kerr, marquesa de Lothian es una pintura en óleo sobre lienzo del artista, fundador y primer presidente de la Royal Academy of Arts, Joshua Reynolds, ejecutada cerca de 1769. La obra forma parte de la colección del Museo Soumaya en la Ciudad de México.

## Elizabeth Kerr
La mujer retratada por Reynolds fue Elizabeth Fortescue (1745-1780), hija del Sheriff del condado de Down en Irlanda del Norte, Chichester Fortescue de Dromisken. El 15 de julio de 1762 contrajo nupcias con el General William John Kerr (1737-1815), quien en ese entonces ostentaba los títulos de Lord Newbottle (o Newbattle) y conde de Ancram. Tras la muerte del padre de este último en 1775, ambos heredaron el Marquesado de Lothian, convirtiéndose en los quintos en ostentar dicho título.
Las siguientes noticias que se tienen de ella, es que tuvo nueve hijos y muy probablemente su muerte estuvo relacionada con el parto de su último hijo, Lord Robert Kerr, quien nació el 14 de septiembre de 1780; Elizabeth Kerr fallecería dieciséis días después, el 30 de septiembre a la edad de 35 años, en Marylebone, Londres.

## Obra
Para la obra, la marquesa de Lothan modeló sentada de tres cuartos, su antebrazo recargado en un mueble y con sus manos posadas sobre su regazo, tendiendo hacia su costado derecho. Su rostro, ligeramente de perfil, parece observar hacia un punto lejano en la habitación, por lo que sus facciones se muestran relajadas y naturales. Porta un vestido con claras influencias del quitón griego debido a los drapeados, y sobre este descansa una túnica y un sobretodo de seda azulada y ribeteado probablemente con armiño, el cual es un elemento para enfatizar su pertenencia a la nobleza. Su cabello se encuentra recogido en un peinado alto con adornos y algunos mechones al costado, muy al estilo de los tocados romanos, el cual era una moda en la época. 
Joshua Reynolds plasmó un fondo liso con colores fuertes, con el propósito de enfatizar la figura de Elizabeth Kerr, así como contrastar lo blanca de su piel con la gama de tonalidades oscuras, misma que otorga un equilibrio a la obra.
Dicho cuadro, según algunos especialistas, cumplió con los "cuatro principios de la pintura" que Reynolds en su tratado, Discursos sobre arte, debían poseer las obras de gran estilo: invención, colorido, drapeado de telas y expresión.

### Grabados y versiones
Como algunas de las otras obras del artista británico, fue reproducido en múltiples grabados con el objetivo de formar compilaciones documentales y estéticas. El caso de Elizabeth Kerr, marquesa de Lothian, no fue la excepción, pues se conserva un grabado realizado a la obra que data de 1770 de John Spilsbury, el cual tiene un gran parecido con el cuadro de Reynolds a excepción de algunos detalles en la vestimenta de la marquesa.
Asimismo, existe otra versión de la obra que se encuentra en una colección privada en la Gran Bretaña, en la cual se muestra a Elizabeth Kerr más joven, e identificada aún como la condesa de Ancram.